# 2022年冬季奥林匹克运动会塞尔维亚代表团
2022年冬季奥林匹克运动会塞尔维亚代表团是塞尔维亚所派出的2022年冬季奥林匹克运动会代表团。这是该国第四次参加冬季奥运。

## 高山滑雪
根据国际滑雪联合会公布的各代表团所获席位列表，塞尔维亚队在高山滑雪项目上共可派出一名男选手和一名女选手参赛。
| 运动员            | 项目         | 第一次  | 第一次 | 第二次 | 第二次 | 总计    | 总计 |
| 运动员            | 项目         | 时间    | 排名   | 时间   | 排名   | 时间    | 排名 |
| ----------------- | ------------ | ------- | ------ | ------ | ------ | ------- | ---- |
| Marko Vukićević   | 男子滑降     | 不適用  | 不適用 | 不適用 | 不適用 | DNF     | DNF  |
| Marko Vukićević   | 男子超大曲道 | 不適用  | 不適用 | 不適用 | 不適用 | 1:29.45 | 34   |
| Nevena Ignjatović | 女子全能     | 1:37.02 | 22     | DSQ    | DSQ    | DSQ     | DSQ  |
| Nevena Ignjatović | 女子滑降     | 不適用  | 不適用 | 不適用 | 不適用 | 1:40.73 | 30   |